# Tetjana Dorovskih
Tetjana Volodimirivna Apajčev (dekliški priimek Hamitova, poročena Samolenko in Dorovskih; ukrajinsko Тетяна Володимирівна Доровских, dekliški priimek Хамітова), ukrajinska atletinja, * 12. avgust 1961, Sekretarka, Sovjetska zveza.
Nastopila je na poletnih olimpijskih igrah v letih 1988 in 1992. Leta 1988 je osvojila naslov olimpijske prvakinje v teku na 3000 m in bronasto medaljo v teku na 1500 m, leta 1992 pa srebrno medaljo v teku na 3000 m. Na svetovnih prvenstvih je dvakrat zapored osvojila naslov prvakinje v teku na 3000 m ter zlato in srebrno medaljo v teku na 1500 m. V slednji disciplini je osvojila srebrno medaljo tudi za evropskem prvenstvu leta 1986.